# Волкова, Мария Сидоровна
Мария Сидоровна Волкова (1918—1997) — доярка, Герой Социалистического Труда (1966).

## Биография
Мария Волкова родилась 25 октября 1918 года в селе Киричевка (ныне — Марковский район Луганской области Украины). В 1931 году переехала в город Аксай Ростовской области, где работала в колхозе имени Ленина, была сначала разнорабочей, а затем стала дояркой на молочной ферме.
Будучи дояркой, Волкова добилась высоких надоев молока, не только увеличив продуктивность, но и снизив её себестоимость. В 1965 году она надоила от группы закреплённых за ней коров 3200, а от тёлок — 3100 литров молока.
Указом Президиума Верховного Совета СССР от 22 марта 1966 года за «достигнутые успехи в развитии животноводства, увеличении производства и заготовок мяса, молока, яиц, шерсти и другой продукции» Мария Волкова была удостоена высокого звания Героя Социалистического Труда с вручением ордена Ленина и медали «Серп и Молот».
Последние годы жизни провела в Аксае. Умерла 4 марта 1997 года.
Была также награждена рядом медалей.